# Babiana longicollis
Babiana longicollis là một loài thực vật thuộc họ Iridaceae. Đây là loài đặc hữu của Namibia.